# Crossopalpus lata
Crossopalpus lata är en tvåvingeart som först beskrevs av Daniel William Coquillett 1903.  Crossopalpus lata ingår i släktet Crossopalpus och familjen puckeldansflugor.
Artens utbredningsområde är Florida. Inga underarter finns listade i Catalogue of Life.